# Ottenschlager Straße
Die Ottenschlager Straße (B 217) ist eine Landesstraße in Österreich. Sie hat eine Länge von 21 km und führt von der Wachau hinauf auf das Granit- und Gneisplateau des Waldviertels und überwindet dabei einen Höhenunterschied von 600 m. Ihr Ausgangspunkt ist Spitz, ihr Zielpunkt ist die namensgebende Gemeinde Ottenschlag.

## Geschichte
Die Straße von Ottenschlag über Mühldorf, Spitz, Weißenkirchen bis zur Donaubrücke bei Stein gehört zu den 17 Straßen, die 1866 zu niederösterreichischen Landesstraßen erklärt wurden.
Die Ottenschlager Straße gehört seit dem 1. Jänner 1972 zum Netz der Bundesstraßen in Österreich.